# Mid-Atlantic

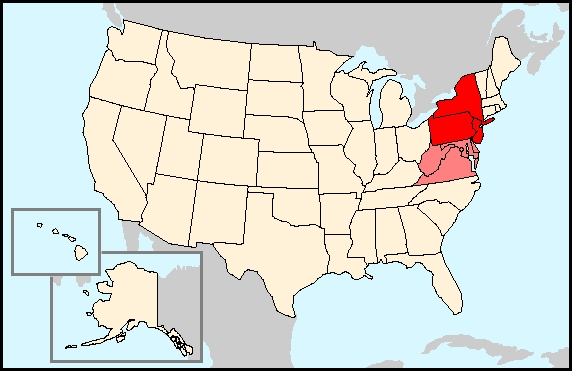
Karta med kärnstaterna i Mid-Atlantic-regionen markerade i rött och de delstater som ibland räknas dit markerade i rosa

Mid-Atlantic-regionen i USA ligger i den nordöstra delen av landet. Den omfattar ett antal stater vid eller nära atlantkusten mellan New England och Sydstaterna.

## Omfattning
Mid-Atlantic-regionen inkluderar åtminstone följande delstater:
- New Jersey
- New York
- Pennsylvania

Ovanstående definition följs av US Census Bureau, som administrerar USA:s folkräkning. Därutöver räknas ofta alla eller flera av följande delstater och territorier in i Mid-Atlantic-regionen:
- Delaware
- Maryland
- Washington, D.C.
- West Virginia
- Virginia

US Census Bureau inkluderar dessa fem delstater och territorier inom South Atlantic-divisionen, vilka hos myndigheten sorterar in delstaterna vid eller nära den sydöstra atlantkusten i USA. Denna gruppering fungerar som del av den större South-regionen, grovt motsvarande Sydstaterna i traditionell bemärkelse.

## Kultur och samhörighet
Mid-Atlantic-regionen ligger söder om New England och dess nordliga områden som tidigt koloniserades av England. Regionen kännetecknas av flera större floder som under den europeiska koloniseringen fungerat som inkörsport för nybyggare i nordöstra USA – Hudson, Delaware, Susquehanna och Potomac. Den sydligaste delen av regionen, den som US Census Bureau ser som en förgrening av Sydstaterna, fungerar som en övergångszon mot plantagekulturen i sydöstra USA.
Oberoende av definition utgör Mid-Atlantic-regionen en rest av de tretton kolonier som bildade den självständiga staten USA 1776. West Virginia var vid den tiden del av Virginia men etablerade sig som självständig stat under amerikanska inbördeskriget.